# Seven Seas Navigator
El Seven Seas Navigator es un crucero de lujo operado por Regent Seven Seas Cruises, filial de Norwegian Cruise Line Holdings Ltd. Ingresó al servicio de Radisson Seven Seas Cruises en 1999. El noventa por ciento de sus camarotes tienen sus propias terrazas privadas. Es el único buque de su clase, no tiene naves hermanas. El casco fue construido por la antigua URSS (Rusia) como un barco de seguimiento por satélite. El casco fue comprado por RSSC y la superestructura fue terminada por Mariotti Yards, Italia.
El barco ha aparecido en la película After the Sunset de 2005.